# Lavash
Lavash (en armenio: լավաշ; en azerí: lavaş; en georgiano: ლავაში; en persa: لواش‎; en turco: lavaş, también conocido como lahvash) es un pan plano suave, delgado, hecho de harina, agua y sal. 
La palabra lavash es de origen arameo siríaco y es el tipo de pan más extendido en Armenia e Irán. El origen de este pan es habitualmente atribuido a Armenia, aunque los expertos consideran que probablemente se originó en Irán; si bien es cierto que prácticamente todas las culturas han desarrollado panes planos similares, como la tortilla de maíz o la de harina de trigo, que aún forman parte de la base alimentaria de muchas sociedades.
Siendo suave, semejante a una tortilla, cuando está fresco; el lavash se seca de manera rápida haciéndose algo quebradizo. Existen dos formas de preparación, flexible o dura. En general, es más utilizado el lavash flexible, ateniéndose a que tiene más sabor y es más cómodo para enrollar alimentos. El formato duro de lavash se utiliza más bien para casos en los que se precisa un mayor tiempo de conservación y es también usado en lugar del pan en las tradiciones de la Eucaristía en la Iglesia apostólica armenia. El pan lavash se usa también con kebab en Irán y en dúrum en Turquía.
La preparación tradicional del lavash armenio fue designada como Patrimonio Cultural Inmaterial de la Humanidad por la Unesco el 26 de noviembre de 2014, lo cual levantó protestas de sus vecinos, al reclamar que es un producto propio de toda la región, no un producto nacional armenio. Finalmente, el 30 de noviembre de 2016, la propuesta conjunta de Azerbaiyán, Irán, Kazajistán, Kirguistán y Turquía se inscribió en la lista representativa de este tipo de patrimonio, extendiendo la elaboración de este pan conocido como lavash, katyrma, jupka o yufka según el país, como patrimonio inmaterial.